# Antal Bajtay
Antal Bajtay (Vácegres, 14 dicembre 1717 – Liptovská Anna, 15 gennaio 1775) è stato un vescovo cattolico ungherese.
Apparteneva all'Istituto religioso dei padri scolopi (o piaristi).

## Biografia
József Bajtay (questo il suo nome da laico) nacque nel 1717 a Zsidó (dal 1943 detto Vácegres, nei pressi di Budapest), nella contea di Pest, figlio di István e di Erzsébet Lang (originaria di una famiglia di lingua tedesca di Buda). Il padre, che negli ultimi anni era stato ‘‘vice-ispán’' della contea di Pest, morì nel 1722. La madre si risposò con Antal Grassalkovich, il quale fu il primo maestro di József. Bambino prodigio, a soli sette anni frequentava già il ginnasio scolopio di Pest, dove nell'anno scolastico 1725-26 completò due classi insieme.

### Gli studi a Nitra e a Prievidza
Poi continuò gli studi di grammatica a Nitra, dove uno dei docenti ebbe a definirlo "ornamentum religionis nostrae". Fu a Nitra che József decise di farsi scolopio, incontrando subito l'opposizione della famiglia, che lo voleva avviare alla carriera politica. Il giovane Bajtay alla fine la spuntò e nel 1733 iniziò a Nitra il noviziato scolopio. Nel 1734 fece professione semplice nel convento di Prievidza, scegliendo il nome di Antal, in omaggio al suo padrino. Nei mesi successivi si dedicò con passione allo studio della matematica, del greco e dell'italiano, scrivendo la sua prima lettere in italiano al generale dell'ordine.

### Il periodo romano
Nel 1737, finalmente, giunge a Roma, colmo di progetti per i suoi studi.
Nel 1739 il generale dell'Ordine lo nominò lettore di filosofia e matematica al Collegio Nazareno. Il 13 aprile 1741 invece l'arcivescovo di Ravenna Girolamo Crispi lo ordinò sacerdote.
Bajtay però non vedeva l'ora di lasciare l'Italia per perfezionare gli studi a Parigi. Proprio nel momento in cui Bajtay stava per ottenere l'autorizzazione a recarsi in Francia, il cardinale Barberini chiese che il giovane padre ungherese potesse lavorare come bibliotecario della sua importante biblioteca nonché come precettore dei principini della potente famiglia romana. Gli Scolopi non poterono non acconsentire a tale richiesta del cardinale, poiché il servizio reso dal padre Bajtay avrebbe costituito un nuovo vanto dell'Ordine.

### Il periodo parigino e il viaggio in Europa
Fino al 1744 rimase quindi al servizio dei Barberini, dopodiché si recò in Francia. Giunto a Parigi il 1º maggio 1745, vi rimase alcuni mesi, richiamato in patria dal suo provinciale per esser incaricato di educare il futuro imperatore Giuseppe II. Durante il viaggio di ritorno passò da L'Aia, Amsterdam e Berlino. Nella capitale prussiana poté entrare in contatto con la locale Accademia Reale di Federico II (sembra che Bajtay avrebbe ricevuto dal re in persona la proposta di entrare al servizio della corte prussiana).

### Tra Vienna, Pest e Pécs
Tornato in patria per educare il futuro imperatore Giuseppe II, si distinse come valente professore di matematica, filosofia e fisica, ottenendo la cattedra nel ginnasio di Pest. Nel 1749, in occasione dell'inaugurazione del nuovo palazzo reale, tenne un discorso che gli valse la fama in tutto il regno. In quello stesso anno fu chiamato a Vienna ad insegnare storia. Tra 1751 e 1754 fu teologo del vescovo di Pécs, György Klimó. Tra 1754 e 1756 divenne padre provinciale d'Ungheria. Bajtay fu quindi chiamato ad insegnare nell'importante Accademia Liechtenstein di Vienna. Tutti meriti che gli valsero la stima della regina Maria Teresa.

### Vescovo di Transilvania
Nel 1760 fu nominato barone e consigliere palatino, preposto di Presburgo e vescovo di Transilvania, carica che tenne fino alla sua morte, avvenuta nel 1775 (mentre si trasferiva a Presburgo) a Liptovská Anna.
Per sua iniziativa fu fondato da Maria Teresa l'orfanotrofio di Sibiu (Orphanotrophium Regium Teresianum).

## Opere
- Oratio habita Budae ad amplissimos Hungariae ordines III. Idus. Maii 1749, Budae
- Specimen rationis in Historicis Institutionibus susceptum, Vienna, 1750
- Politica Regni Fungariae Historia, 1750
- Arcana regni Hungariae historia, 1755 (ms. indirizzato all'imperatore Giuseppe II)
- Allocutio habita ea occasione cum Jos. Maria Auersperg S. R. I. Comes Supremus Magni Principatus gubernator renunciaretur die VI. mensis mai 1777, s.l.
- Institutiones philosophicae. Politico-statistica Regni Hungariae (ms.)
- Statistica regni Hungariae, quam tradidit... archiduci deinde Josepho II.... imperatori (ms.)
- Institutiones Historicae
- Oda ad S. Iosephum Calasanctium
- Rhythmi Hungarici (raccolta di poesie in ungherese)

## Genealogia episcopale
La genealogia episcopale è:
- Cardinale Scipione Rebiba
- Cardinale Giulio Antonio Santori
- Cardinale Girolamo Bernerio, O.P.
- Arcivescovo Galeazzo Sanvitale
- Cardinale Ludovico Ludovisi
- Cardinale Luigi Caetani
- Cardinale Ulderico Carpegna
- Cardinale Paluzzo Paluzzi Altieri degli Albertoni
- Cardinale Flavio Chigi
- Papa Clemente XII
- Cardinale Giovanni Antonio Guadagni, O.C.D.
- Cardinale Cristoforo Migazzi
- Vescovo Antal Bajtay, Sch.P.